# Résolution 991 du Conseil de sécurité des Nations unies
Membres permanents
- Chine
- États-Unis
- France
- Royaume-Uni
- Russie

Membres non permanents
- Allemagne
- Argentine
- Botswana
- Honduras
- Indonésie
- Italie
- Nigéria
- Oman
- République tchèque
- Rwanda

Résolution no 990 Résolution no 992
La résolution 991 du Conseil de sécurité des Nations Unies, adoptée à l'unanimité le 28 avril 1995, après avoir rappelé toutes les résolutions et déclarations sur la situation au Salvador, a mis fin à la Mission d'observation des Nations Unies au Salvador (ONUSAL). 
Le Conseil de sécurité a reconnu que le Salvador était sorti des conflits pour devenir une nation démocratique et pacifique et a rendu hommage à l'ONUSAL pour ses efforts. Il a salué l'engagement continu du gouvernement et du peuple salvadoriens en faveur de la réconciliation nationale et de la stabilisation de la vie politique du pays.
Le Gouvernement salvadorien et le Front de libération nationale Farabundo Martí ont été invités à accélérer la mise en œuvre des accords de paix pertinents afin de garantir l'irréversibilité du processus de paix, tandis que la communauté internationale continuerait de fournir une assistance.
La résolution concluait en affirmant que le mandat de l'ONUSAL prendrait fin le 30 avril 1995, conformément à la résolution 961 (1994).

## Voir également
- Guerre civile du Salvador
- Groupe d'observateurs des Nations unies en Amérique centrale